# Lista dos chefes de governo atuais em Portugal
Este artigo contém a lista dos presentes chefes de governo em Portugal.
Em Portugal para além do Governo de Portugal, que é o governo nacional de Portugal, há em cada Região Autónoma um Governo Regional. O chefe do Governo de Portugal tem o título de Primeiro-Ministro, enquanto os chefes dos governos autonómicos tomam a designação de Presidente do Governo Regional. Os três têm assento por inerência no Conselho de Estado.

## Governo de Portugal
| País     | Retrato                         | Primeiro-Ministro | Posse                                   | Partido | Partido                  | Governo                       | Ref   |
| -------- | ------------------------------- | ----------------- | --------------------------------------- | ------- | ------------------------ | ----------------------------- | ----- |
| Portugal | Ficheiro:Luís Montenegro PM.jpg | Luís Montenegro   | 2 de Abril de 2024 (11 meses e 16 dias) |         | Partido Social Democrata | Aliança Democrática (PSD/CDS) | [ 1 ] |

## Governos Regionais
| Região  | Retrato | Presidente           | Posse                                              | Partido | Partido                  | Governo                           | Ref |
| ------- | ------- | -------------------- | -------------------------------------------------- | ------- | ------------------------ | --------------------------------- | --- |
| Madeira |         | Miguel Albuquerque   | 20 de Abril de 2015 (9 anos, 10 meses e 26 dias)   |         | Partido Social Democrata | PSD / CDS                         |     |
| Açores  |         | José Manuel Bolieiro | 24 de Novembro de 2020 (4 anos, 3 meses e 22 dias) |         | Partido Social Democrata | Aliança Democrática (PSD/CDS/PPM) |     |